# Velzoe Brown
Velzoe Brown (1 de março de 1910 – 4 de maio de 2011) foi um pianista de jazz e trombonista. Brown foi criado em Nebraska com pais músicos; sua mãe era pianista e seu pai tocava trompete. Ela era uma de cinco filhos e aprendeu a tocar piano sem aulas. Aos 13 anos começou a tocar trombone, usando um livro de instruções para orientá-la. Ela foi a primeira cadeira da banda marcial da Omaha Tech High School. Aos 16 anos ela se juntou à banda de jazz itinerante só de mulheres The Pollyanna Syncopators, e eles tocaram de Nova York a San Francisco ao longo dos anos 1920. Depois que o grupo se desfez devido à Grande Depressão, Brown mudou-se para a Califórnia, tocando com a banda Juanita Connors.
Ela se mudou para Santa Cruz, Califórnia, em 1960, onde viveu por mais de 50 anos. Brown nunca se casou ou teve filhos. Até 2010 ela se apresentou com seu quinteto, Velzoe Brown e The Upbeats. Ela morreu com 101 anos em Santa Cruz, Califórnia.